# Otitoma
Otitoma is een geslacht van weekdieren uit de klasse van de Gastropoda (slakken).

## Soorten
- Otitoma astrolabensis Wiedrick, 2014
- Otitoma cyclophora (Deshayes, 1863)
- Otitoma deluta (Gould, 1860)
- Otitoma fergusoni Wiedrick, 2014
- Otitoma gouldi (Yen, 1944)
- Otitoma lirata (Reeve, 1845)
- Otitoma rubiginosa (Hinds, 1843)